# Йылдыз, Эрджан
Эрджан Йылдыз (род. 29 мая 1974, Кырыккале) — турецкий борец греко-римского стиля, бронзовый призёр Средиземноморских игр, серебряный призёр чемпионата Европы, чемпион мира, участник летних Олимпийских игр 2000 и 2004 годов. По профессии преподаватель университета. Выступал в весовой категории до 54 кг.
На Олимпиаде 2000 года в Сиднее Йылдыз уступил кубинцу Ласаро Ривасу, победил новозеландца Джотама Пелью, проиграл азербайджанцу Натику Эйвазову и занял итоговое 11-е место.
На следующей Олимпиаде в Афинах Йылдыз проиграл грузину Ираклию Чочуа, победил литовца Сваюнаса Адомайтиса и стал 12-м в итоговом протоколе.

## Семья
Муж турецкой спортсменки Элиз Ай (спортивная ходьба), участницы летней Олимпиады 2004 года.